# Vedere binoculară
Vederea binoculară reprezintă capacitatea scoarței cerebrale de a uni într-o senzație unică cele două imagini percepute de către retina fiecărui ochi. Ea reprezintă cea mai înaltă etapă de dezvoltare a aparatului vizual, fiind prezentă doar la primate și la om și se dezvoltă progresiv, în primii ani de viață.

## Gradele vederii binoculare
Worth a stabilit 3 grade de vedere binoculară. Ele pot fi evaluate la un aparat denumit sinoptofor.

### Gradul 1 – perceperea simultană
Reprezintă capacitatea retinei fiecărui ochi de a percepe simultan o imagine fixată. Testarea se face cu teste diferite pentru fiecare ochi, o imagine centrală pentru un ochi și una periferică pentru celălalt (de ex, un leu și o cușcă sau un soldat și o gheretă). Dimensiunile testelor depind de aria de retină ce se dorește a fi explorată, între 1 și 10°.
Dacă un subiect posedă stadiul 1, va vedea cele două imagini suprapuse. Dacă vede doar una, există o neutilizare a celeilalte sau o ambliopie a ochiului ce nu vede imaginea. Examinarea acestui stadiu e oarecum artificială, în condiții fiziologice imaginile nu sunt separate, dar este utilă pentru că se poate stabili astfel unghiul subiectiv al deviației strabice (cel obiectiv se poate aprecia prin alte metode, de exemplu cu prisme) de către cel ce face examinarea la sinoptofor.

### Gradul 2 – fuziunea
Reprezintă capacitatea de a uni mental imagini primite de la puncte retiniene corespondente și de a le interpreta ca pe o imagine unică. Se testează prin teste ce au în principiu aceeași imagine, dar există un mic detaliu ce face diferența, de exemplu, o imagine cu un iepure cu codiță, ținând o tijă de flori, iar alta cu același iepure fără codiță și ținând florile fără tijă.
Fuziunea presupune pe de o parte suprapunerea percepției de la cei 2 ochi (senzorială), dar și mișcări oculare care să o mențină, aspect care ține de reflexul de fixație binoculară (motorie). Ea poate fi evaluată calitativ, măsurând amplitudinea de fuziune.

### Gradul 3 - stereopsia
Reprezintă perceperea reliefului și se realizează unind imaginile primite, dar de data aceasta prin puncte ușor disparate ale celor 2 retine. Fiecare retină percepe o imagine bidemensională, dar noțiunea de relief se datorează diferenței dintre imaginele proiectate pe retină datorită distanței de aproximativ 6 cm dintre cei 2 ochi.
Testarea se face utilizând teste cu 3 linii verticale, linia din mijloc nefiind la egală distanță de celelalte. După suprapunere, această linie va apărea în fața sau în spatele celorlalte linii laterale. Se apreciază că dintre cei cu vedere binoculară evaluată la sinoptofor, doar 1/3 o pot utiliza în spațiul liber.

## Efectul stereoscopic
Efectul stereoscopic se poate obține și folosind culorile complementare roșu verde. În loc de suprapunerea a două teste stereoscopice se pot suprapune două desene diferit colorate (aceleași desene realizate cu puncte multiple). Se utilizează sticlă roșie ușor pe un ochi și verde pe celălalt. Cele 2 culori diferite (cele două lungimi de undă diferite) separă câmpurile și figurile vor apărea tridimensionale. Pentru culoarea desenului văzut prin aceeași culoare a lentilei, variațiile de strălucire trec neobservate, dar pentru culoare complementară, umbrele devin mai întunecate și se accentueză părțile mai clare.
Un efect asemănător se obține și la utilizarea filtrelor polarizate diferit pentru cei 2 ochi, ca în testele cu animale sau figuri geometrice (Titmus). Pentru aceste tipuri de teste distanța de examinare este 40–45 mm. Aceste unde și teste nu necesită ochelari; se poate varia distanța de observare și realiza astfel efectul.

## Dezvoltarea vederii binoculare
Nou născutul are o acuitate vizuală (AV) slabă și nu are vedere binoculară. Aceasta din cauză că macula nu e complet dezvoltată și nu se percep detalii. Pentru a sesiza detalii este nevoie de o acuitate vizuală de 2/3, care se atinge către vârsta de 5 ani. Nou născutul nu fixează cu macula ci cu o zonă inelară, mai întinsă, de aceea există o necoordonare oculară și o ușoară lipsire de paralelism a axelor vizuale. La 3 luni, macula devine funcțională, copilul vede mai clar, apare reflexul de fixare maculară.
Acesta e un reflex înnăscut, dar nu se manifestă de la naștere. Vederea binoculară este de fapt un reflex condiționat, stbilit pe baza unor reflexe necondiționate (cele de postură, interesând musculatura sau cele vestibulare, dar și reflexul de fixație maculară). Aceste reflexe necondiționate există și la animale și sunt subcorticale (în mezencefal își au centrii). Reflexul de fixație e monocular și e declanșat de lumină; se consolidează la 5-6 săptămâni. La 3 luni un copil urmărește cu privire un obiect, la 6 luni poate fixa obiectul 1-2 minute. Tot acum apare și convergența. Se apreciază că vederea binoculară este dezvoltată la 5 ani, dar perfecționarea ei se poate face după unii până la 10 ani, după alții, până la 12 ani.
O persoană care nu are vederea binoculară nu are conștiența acestui fapt, excepție făcând situația în care pierderea vederii binoculare a survenit mai târziu, după momentul consolidării ei.

## Vederea binoculară și provocările tehnologiei
Dacă vederea binoculară reprezintă o calitate neesențială supraviețuirii ființei umane, “un articol de lux”, de ce este atât de important să facem efortul de a o dezvolta? Mai întâi, pentru că, atât acuitatea vizuală, cât și câmpl vizual sunt mai bune în vederea binoculară. Acuitatea vizuală este cu o linie Snellen (0,1) mai bună la privirea cu ambii ochi față de privirea cu fiecare ochi în parte. Acest fapt este mai evident la persoanele care au nistagms, la care privirea binoculară poate ameliora acuitatea vizuală chiar peste 0,1. În ce privește câmpul vizual, mai ales, cel orizontal, acesta este cu 30grade mai bun la privirea binoculară. În al doilea rând, și simțul cromatic și sensibilitatea la contrast sunt mai bune la privirea binoculară.
Un subiect care și-a pierdut vederea la un ochi comite erori în aprecierea distanțelor și în perceperea mărimii obiectelor. Readaptarea pentru aprecierea reliefului se face cu după aproximativ un an. Acest lucru este posibil deoarece vederea binoculară nu este singurul factor care influențează perceperea reliefului, mai intervin și alții, nu toți cu aceeași importanță.

## Alți factori care influențează perceperea reliefului

### Acomodația
Acomodația – este procesul prin care ochiul se adaptează pentru vederea clară la aproape; efortul acomodativ este cu atât mai mare cu cât obiectul este mai aproape de privitor; dincolo de distanța de 4 metri, acomodația nu este utilizată; procesul acomodativ este dependent de vârstă.

### Paralaxa monoculară
Paralaxa monoculară – atunci când se fixează un punct și se imprimă capului mișcări de lateralitate, obiectele situate în urma punctului fixat se mișcă în sens contrar mișcării capului.

### Mărimea aparentă a obiectelor în câmpul vizual
Mărimea aparentă a obiectelor în câmpul vizual – oamenii cunosc din experiență mărimea obiectelor din mediul înconjurător, obiectele familiare lui; imaginea proiectată de un obiect la nivelul foveii este cu atât mai mică cu cât obiectul este mai departe de ochi. De aceea, un obiect mai mic se apreciază a fi mai departe de privitor.

### Schimbarea aparentă a culorii în funcție de distanță
Schimbarea aparentă a culorii în funcție de distanță – un obiect este apreciat cu atât mai “șters”, cu cât e mai departe de examinator; obiectele situate departe capătă o tentă albăstruie (copacii priviți la depărtare apar albaștri în loc de verzi); la semiobscuritate, perceperea distanței dintre obiecte este distorsionată, obiectele par mai îndepărtate decât sunt în realitate.

### Distribuția umbrelor pe obiectul fixat
], unghiul format de liniile care pleacă de la el la cei doi ochi este mai mic.

### Dubla perspectivă
Dubla perspectivă – este un fenomen utilizat mai ales în pictură și se referă la redarea senzației de relief utilizând micile oscilații ale privirii examinatorului.

## Concluzii
Dacă până acum, absența vederii binoculare putea fi impediment doar pentru anumite profesii (șofer profesionist, arhitect, proiectant, laborant) odată cu dezvoltarea tehnologiei 3-D și alte categorii de persoane pot fi afectate de fenomen. Un pacient care utilizează ochelari 3-D și nu are dezvoltată vederea binoculară, nu va percepe senzația de relief. Problemele la privirea imaginilor 3-D pot apărea însă și la persoanele normale. În lumea reală privitorul poate focaliza atât obiectele din plan apropiat, cât și cele din plan îndepărtat. Într-un film realizat 3-D (celebrul “Avatar”), focalizarea se face acolo unde dorește regizorul, iar când se încearcă mutarea privirii în altă parte, imaginea nu mai este clară. Dacă dorești să eviți o durere de cap, este bine să rămâi la dorința regizorului. Pe de altă parte, chiar și așa, o convergență menținută pe o durată mai mare decât suntem obișnuiți în viața de zi cu zi, obligă mușchii la efort și creierul la adaptare.
Uneori problemele apărute la vizionarea unui film 3-D sau a imaginilor transmise la canalele sportive realizate 3-D, pot fi indicii asupra unor tulburări vizuale. Anizometropia reprezintă diferența dintre puterea dioptrică a celor 2 ochi și este asociată cu anizeiconie, adică diferență între mărimea imaginii percepută de către retina fiecărui ochi și această diferență poate genera o problemă în fuzionarea celor 2 imagini la nivelul creierului. Un efort al creierului de a egaliza imaginile poate genera cefalee. Dacă durata de timp nu este prea mare, atunci cefaleea nu apare. Cu aceeași problemă se pot confrunta și anizometropii necorectați care utilizează pe durată lungă de timp monitorul calculatorului.
Ambliopia reprezintă o scădere a vederii la un ochi, necorectabilă cu ochelari. Imaginea ochiului ambliop este neclară și implicit, creierul face un efort mai mare în a o prelucra.
Strabismul cu vedere binoculară prezentă și cel secundar unor afecțiuni ca de exemplu, miastenia Gravis, oftalmopatia tiroidiană, scleroza în plăci și strabismele paralitice pot fi și ele cauză de cefalee la privirea unui film 3-D. Uneori, acest deficit se poate corecta cu prisme, cu condiția ca strabismul să nu fie prea mare. Strabismele latente (foriile) pot genera și ele tulburări, datorită unui efort de fuziune excesiv.
De aceea, este psibil ca odată cu apariția tehnologiei 3-D, pacienții să viziteze mai des medicul oftalmolog.